# Ise/Orun
Ise/Orun est une zone de gouvernement local de l'État d'Ekiti au Nigeria,.

## Source
- (en) Cet article est partiellement ou en totalité issu de l’article de Wikipédia en anglais intitulé « Ise/Orun » (voir la liste des auteurs).